# Banyallarga testacea
Banyallarga testacea är en nattsländeart som beskrevs av Navás 1916. Banyallarga testacea ingår i släktet Banyallarga och familjen Calamoceratidae. Inga underarter finns listade i Catalogue of Life.